# Internationaler Studentenbund – Studentenbewegung für übernationale Föderation
Der Internationale Studentenbund – Studentenbewegung für übernationale Föderation e.V. (ISSF) war ein überparteilicher politischer Studentenverband, der 1948 als deutsche Sektion des International Student Movement for the United Nations (ISMUN) gegründet wurde. Berthold Finkelstein war maßgeblich an der Gründung des ISSF beteiligt und wurde dessen Vorsitzender.
Der ISSF warb auf der Grundlage der 1945 verabschiedeten UN-Charta für Völkerverständigung und europäische Einigung und organisierte zu diesem Zweck hauptsächlich Vorträge und Diskussionsveranstaltungen mit prominenten Politikern, Publizisten und Wissenschaftlern. Dabei kooperierte er anfänglich eng mit dem Kongress für kulturelle Freiheit. Namhafte Vertreter dieser hauptsächlich von den USA finanzierten Kulturorganisation gehörten zugleich dem Ehrenvorstand des ISSF an, darunter Hermann Josef Abs, Walter Hallstein, Eugen Kogon, Ernst Reuter und Erich Lüth.
Bisweilen trat der ISSF auch mit eigenen Kandidaten bei AStA-Wahlen an und beteiligte sich 1958/59 vielerorts an den Studentenausschüssen gegen Atomrüstung.
Später engagierte sich der ISSF vor allem in der Entwicklungshilfe und war 1960 führend an der Schaffung des bis heute bestehenden ASA-Programms für Arbeits- und Studienaufenthalte in Ländern der „Dritten Welt“ beteiligt. 1964 schloss der ISSF mit anderen linken Studentenverbänden (SDS, SHB, LSD) das sog. Höchster Abkommen, das eine Schlüsselrolle bei der Formierung der Studentenbewegung von 1968/69 spielte.
Im Zuge der Politisierung und Polarisierung der Studentenschaft stellte der ISSF seine Tätigkeit gegen Ende der 1960er Jahre ein. Zwischen 1951 und 1964 gab der Verband die ISSF-Informationen. Zeitschrift für internationale Fragen  heraus.